# Tallinns stadsvapen

Tallinns stora stadsvapen

Tallinns stadsvapen; Tallinn har egentligen två stadsvapen, ett stort och ett litet.
Skölden i det stora stadsvapnet liknar skölden i Danmarks statsvapen, vilket är ett minne från den tid då Estland var danskt. Namnet "Tallinn" betyder "danskstaden" eller "danskarnas borg". Djuren i vapnet är dock leoparder, gående och utåtseende, och inte leopardiserade lejon, gående men med huvudet i profil, som djuren i det danska vapnet. Även skölden i Estlands statsvapen innehåller tre blå leoparder i fält av guld, men där är leoparderna inte krönta.
Tallinns lilla vapen är en röd sköld med ett genomgående kors av silver.